# Іясу III
Іясу III — негус Ефіопії з Соломонової династії. Був онуком імператора Іясу II.

## Життєпис
На престол здійнявся завдяки підтримці низки аристократів. Після того, як вони склали йому присягу, Іясу подарував їм відповідальні посади: губернаторство у провінціях Годжам, Бегемдер, Тиграй тощо. Його чотирирічне правління відзначилось боротьбою між расами (військовими правителями) різних провінцій.
Пройшло небагато часу, коли деджазмач Алі повернув з вигнання Текле Гійоргіса I та відновив його на престолі. Після цього на Гондер вирушив рас Хайле Йосадік, маючи намір повернути Іясу на престол. І хоча рас Хайле разом зі своїм претендентом увійшли до столиці, Текле Гійоргіс встиг піти з міста, а Алі зміг дати відсіч Іясу та змусив того відступити до Тиграю. Подальша доля імператора не відома, утім більшість джерел сходяться на тому, що Іясу помер до 1810 року.